# Nezahualcóyotl (Stadt)
Ciudad Nezahualcóyotl [sju ðað nesawalˈkoʝotɬ] (von den Einheimischen kurz „Neza“ genannt), ein Vorort von Mexiko-Stadt, ist die ärmste Millionenstadt Mexikos. Nach offizieller Zählung ist sie die siebtgrößte Stadt des Landes und die zweitgrößte im Bundesstaat México.

## Infrastruktur
Nezahualcóyotl grenzt an den Bundesdistrikt Mexiko-Stadt sowie an den Flughafen der Hauptstadt. Die Stadt ist durch spontane, teilweise von den Bewohnern gebaute Hüttenbauten geprägt. Das Fehlen sozialer Treffpunkte wie Marktplätze führt zu einer starken sozialen Spannung in der Stadt. Zusätzlich führt die massive Luftverschmutzung zu großen Problemen. Eine ähnliche Situation im Ballungsraum von Mexiko-Stadt gilt für die Stadt Ecatepec de Morelos.

## Geschichte
Sie wurde nach dem bedeutenden König der Acolhua Nezahualcóyotl von Texcoco benannt und ist auf dem ausgetrockneten Texcoco-See gebaut.
Seit 1962 ist sie eine eigene politische Gemeinde: Zum Municipio Nezahualcóyotl zählen neben Ciudad Nezahualcóyotl noch einige weitere kleine Vororte von Mexiko-Stadt.
Während der Fußball-Weltmeisterschaft 1986 wurden drei Vorrundenspiele im damals Estadio Neza 86 genannten Stadion auf dem Gelände der Universidad Tecnológica de Nezahualcóyotl (UTN) ausgetragen.
Nach dem Mord an Jaime Serrano, einem Abgeordneten der Partido Revolucionario Institucional (PRI) im Bundesstaat Mexiko, und Gerüchten über bevorstehende Kämpfe zwischen Drogenkartellen rückten am 20. September 2012 etwa 700 Soldaten und Bundespolizisten in 45 Vierteln der Stadt ein.
Massenhochzeit – seit 2013 jährlich von der Stadtverwaltung veranstaltet, kostenlos für die Brautpaare; 1200 Brautpaare am Valentinstag 14. Februar 2024 ist Rekord.

## Söhne und Töchter der Stadt
- Humberto González (* 1966), Halbfliegengewichtsboxer
- Pedro Pineda (* 1971), Fußballspieler
- Cecilia Santiago (* 1994), Fußballspielerin